# Ангели с мръсни лица
„Ангели с мръсни лица“ (на английски: Angels with Dirty Faces) е американски гангстерски игрален филм, излязъл по екраните през 1938 година, режисиран от Майкъл Къртис с участието на Джеймс Кагни, Пат О'Брайън и Хъмфри Богарт.

## Сюжет
Произведението разказва историята на Роки (Джеймс Кагни) и Джери (Пат О'Брайън), приятели от ранна възраст, които участват във влаков обир още като деца. По време на обира, Роки спасява живота на Джери но е заловен от полицаите и изпратен в изправително училище. Години по-късно, той се завръща в родния квартал вече като изпечен гангстер, срещайки се с Джери, който е поел пътя на свещеник.

## В ролите
| Актьор          | Роля                  |
| --------------- | --------------------- |
| Джеймс Кагни    | Роки Съливан          |
| Пат О'Брайън    | свещеник Джери Конъли |
| Хъмфри Богарт   | Джим Фрейзър          |
| Ан Шеридан      | Лаури Мартин          |
| Джордж Банкрофт | Мак Кийфър            |
| Били Халоп      | Пенестият             |
| Боби Джордан    | Суинг                 |
| Лио Горси       | Бим                   |
| Гейбриъл Дел    | Пасти                 |
| Хънтц Хол       | Краб                  |
| Бърнард Пънсли  | Хънки                 |
| Джо Доунинг     | Стив                  |
| Едуард Паули    | хранителя Едуардсо    |
| Ейдриън Морис   | Блеки                 |

## Награди и номинации
Филмът е сред хитовите заглавия в творчеството на режисьора Майкъл Къртис. На единадесетата церемония по връчване на наградите „Оскар“, „Ангели с мръсни лица“ е номиниран за награди в три категории: за най-добра режисура, най-добър сюжет и най-добра мъжка роля за изпълнението на Джеймс Кагни.